# Cabinet fantôme (Papouasie-Nouvelle-Guinée)
Le cabinet fantôme (en anglais, Shadow Cabinet) est le 'gouvernement alternatif' constitué par des députés d'opposition en Papouasie-Nouvelle-Guinée. En accord avec les traditions du système de Westminster, son rôle est de s'assurer du contrôle exercé sur le gouvernement par le Parlement national, et de se tenir prêt à assurer le pouvoir exécutif en cas de changement de majorité au Parlement. Les « ministres fantômes » sont nommés par le chef de l'opposition parmi les membres de l'opposition parlementaire.

## Cabinet fantôme actuel
Le 11 février 2024, le chef de l'opposition Joseph Lelang quitte l'opposition pour se joindre au gouvernement ; Douglas Tomuriesa lui succède formellement deux jours plus tard à la fonction de chef de l'opposition, constituée alors de vingt-deux députés. Le 5 mars 2024, il nomme le cabinet fantôme suivant, qui fait face au gouvernement Marape II, :
| Poste | Ministre fantôme  | Parti                                 | Circonscription |
| --- | ----------------- | ------------------------------------- | --------------- |
| Chef de l'opposition, Ministre fantôme des Entreprises publiques, Ministre fantôme de la Sylviculture, Ministre fantôme du Développement local, Ministre fantôme des Cultes et de la Jeunesse, Ministre fantôme des Technologies de l'information et de la communication, Ministre fantôme du Tourisme, des Arts et de la Culture | Douglas Tomuriesa | Congrès national populaire            |                 |
| Vice-chef de l'opposition, Ministre fantôme des Finances | James Nomane      | sans étiquette                        |                 |
| Ministre fantôme des Terres, de l'Aménagement du territoire, et de l'Urbanisation, Ministre fantôme des Affaires de Bougainville | Sir Puka Temu     | Parti pour notre développement        |                 |
| Ministre fantôme de la Défense, Ministre fantôme des Affaires étrangères | Belden Namah      | Parti de la Papouasie-Nouvelle-Guinée |                 |
| Ministre fantôme des Relations avec les provinces, Ministre fantôme des Pêcheries et des Ressources maritimes | Ricky Morris      | Congrès national populaire            |                 |
| Ministre fantôme des Mines, Ministre fantôme de l'Environnement, de la Protection du patrimoine naturel, et du Réchauffement climatique | James Donald      | Parti populaire réformiste            |                 |
| Ministre fantôme du Pétrole et de l'Énergie, Ministre fantôme du Commerce international et des Investissements étrangers | Kerenga Kua       | Parti national                        |                 |
| Ministre fantôme de l'Intérieur, Ministre fantôme de la Santé | Johnson Wapunai   | Congrès national populaire            |                 |
| Ministre fantôme de l'Enseignement supérieur et de la Recherche, des Sciences et des Technologies, Ministre fantôme des Sports, Ministre fantôme de l'Éducation | David Arore       | Congrès national populaire            |                 |
| Procureur général fantôme et ministre fantôme de la Justice, Ministre fantôme du Commerce et de l'Industrie, Ministre fantôme de la Planification nationale | Keith Iduhu       | Parti de la nouvelle génération       |                 |
| Ministre fantôme des Travaux publics et de l'Autoroute, Ministre fantôme du Café | Maso Hewabi       | sans étiquette                        |                 |
| Ministre fantôme de l'Agriculture | William Hagahuno  | sans étiquette                        |                 |
| Ministre fantôme de l'Aviation civile et des Transports | Sam Basil junior  | Parti travailliste unifié             |                 |
| Ministre fantôme du Logement, Ministre fantôme du Travail et de l'Immigration, Ministre fantôme de l'Huile de palme | Peter O'Neill     | Congrès national populaire            |                 |

Le 9 juillet 2024, Belden Namah quitte l'opposition, s'étant vu proposer un ministère dans le gouvernement Marape.

## Cabinets fantôme précédents

### Cabinet fantôme Pruaitch (2017-2019)
À l'issue des élections législatives de juin et juillet 2017, l'opposition parlementaire se compose du Parti de l'alliance nationale, du Pangu Pati, du Parti de la Papouasie-Nouvelle-Guinée, du Parti du triomphe, du patrimoine et de l'empouvoirement, du Parti national, du Parti de l'alliance mélanésienne, du Parti libéral mélanésien, du parti Coalition pour la réforme, du Mouvement populaire pour le changement et de députés sans étiquette. L'opposition compte quarante-six députés.
Patrick Pruaitch, nouveau chef de l'opposition, nomme le cabinet fantôme suivant le 29 août :
| Poste | Ministre fantôme | Parti                                                   | Circonscription |
| --- | ---------------- | ------------------------------------------------------- | --------------- |
| Chef de l'opposition | Patrick Pruaitch | Parti de l'alliance nationale                           |                 |
| Vice-chef de l'opposition, Ministre fantôme des Affaires de Bougainville, Ministre fantôme des Relations avec les provinces | Timothy Masiu    | Parti de l'alliance nationale                           |                 |
| Ministre fantôme des Finances                                                                                               | Ian Ling-Stuckey | Parti de l'alliance nationale                           |                 |
| Ministre fantôme des Services publics                                                                                       | Bryan Kramer     | Pangu Pati                                              |                 |
| Ministre fantôme de la Planification                                                                                        | Sam Basil        | Pangu Pati                                              |                 |
| Ministre fantôme des Transports                                                                                             | Belden Namah     | Parti de la Papouasie-Nouvelle-Guinée                   |                 |
| Ministre fantôme des Affaires étrangères et du Commerce extérieur                                                           | Allan Marat      | Parti de la Papouasie-Nouvelle-Guinée                   |                 |
| Ministre fantôme des Mines, du Pétrole et de l'Énergie                                                                      | Joseph Lelang    | Parti de la Papouasie-Nouvelle-Guinée                   |                 |
| Procureur général fantôme et ministre fantôme de la Police                                                                  | Kerenga Kua      | Parti national                                          |                 |
| Ministre fantôme des Terres et de l'Aménagement du territoire                                                               | Geoffrey Kama    | Parti du triomphe, du patrimoine et de l'empouvoirement |                 |

Le 16 octobre 2017, le Pangu Pati ayant rejoint le gouvernement, Patrick Pruaitch nomme un cabinet fantôme remanié:
| Poste | Ministre fantôme  | Parti                                 | Circonscription     |
| --- | ----------------- | ------------------------------------- | ------------------- |
| Chef de l'opposition | Patrick Pruaitch  | Parti de l'alliance nationale         | Aitape-Lumi         |
| Vice-chef de l'opposition, Ministre fantôme des Affaires de Bougainville, Ministre fantôme des Relations avec les provinces | Timothy Masiu     | Parti de l'alliance nationale         | Bougainville-sud    |
| Ministre fantôme des Finances                                                                                               | Ian Ling-Stuckey  | Parti de l'alliance nationale         | Kavieng             |
| Ministre fantôme de l'Agriculture, de l'Élevage, des Pêcheries et de la Sylviculture                                        | James Donald      | Parti de la Papouasie-Nouvelle-Guinée | Fly-nord            |
| Ministre fantôme de la Planification nationale et du développement rural                                                    | Joseph Lelang     | Parti de la Papouasie-Nouvelle-Guinée | Kandrian-Gloucester |
| Ministre fantôme des Mines, du Pétrole et de l'Énergie                                                                      | Ross Seymour      | Parti de l'alliance nationale         | Huon Gulf           |
| Ministre fantôme des Affaires étrangères et du Commerce extérieur, Ministre fantôme de l'Immigration                        | Allan Marat       | Parti de la Papouasie-Nouvelle-Guinée | Rabaul              |
| Ministre fantôme des Services publics, des Entreprises publiques et des Investissements publics                             | Bryan Kramer      | Pangu Pati                            | Madang              |
| Ministre fantôme de la Santé, Ministre fantôme des Sports, des Cultes et de la Jeunesse                                     | Joseph Yopyyopy   | Parti de l'alliance mélanésienne      | Wosera Gawi         |
| Ministre fantôme du Commerce et de l'Industrie, du Travail et du Dialogue social                                            | John Simon        | Parti de l'alliance nationale         | Maprik              |
| Procureur général fantôme et ministre fantôme de la Justice, Ministre fantôme de la Sécurité intérieure et de la Défense    | Kerenga Kua       | Parti national                        | Sinasina Yongumul   |
| Ministre fantôme de l'Enseignement supérieur, Ministre fantôme des Technologies de l'information et de la communication     | Lino Tom          | sans étiquette                        | Wabag               |
| Ministre fantôme des Transports, Ministre fantôme des Travaux publics                                                       | Belden Namah      | Parti de la Papouasie-Nouvelle-Guinée | Vanimo Green        |
| Ministre fantôme des Terres et du Logement, Ministre fantôme de la Culture et du Tourisme                                   | Peter Isoaimo     | Parti de l'alliance nationale         | Kairiku Hiri        |
| Ministre fantôme de l'Environnement, de la Conservation du patrimoine naturel, et du Réchauffement climatique               | Henry Leonard     | Parti de la Papouasie-Nouvelle-Guinée | Samarai Murua       |
| Whip de l'opposition | Walter Schnaubelt | Parti de l'alliance nationale         | Namatanai           |

### Cabinet fantôme Polye (2014-2017)
En novembre 2014, les cinq députés du Parti du triomphe, du patrimoine et de l'empouvoirement quittent la majorité parlementaire et rejoignent l'opposition, portant le nombre de députés d'opposition à huit. Y étant majoritaire, le parti TPR y fait élire Don Polye comme chef de l'opposition. Sam Basil demeure vice-chef de l'opposition, tandis que Belden Namah, chef de l'opposition jusque lors, demeure membre du cabinet fantôme,,.
Don Polye attend le 13 février pour nommer le Cabinet fantôme suivant. Sur les huit députés de l'opposition, sept sont inclus dans le gouvernement fantôme. La huitième, Julie Soso, est députée ex officio en tant que gouverneure de la province des Hautes-Terres orientales, et se concentre sur ses responsabilités de gouverneure.
| Poste | Ministre fantôme | Parti                                                   | Circonscription    |
| --- | ---------------- | ------------------------------------------------------- | ------------------ |
| Chef de l'opposition Ministre fantôme du Trésor public Ministre fantôme des Affaires étrangères et du Commerce extérieur Ministre fantôme de l'immigration Ministre fantôme des services pénitentiaires Ministre fantôme des religions Ministre fantôme de la jeunesse et du développement des communautés | Don Polye        | Parti du triomphe, du patrimoine et de l'empouvoirement | Kandep             |
| Vice-chef de l'opposition Chief whip de l'opposition Ministre fantôme de la Planification, des entreprises publiques, de l'agriculture et des terres Ministre fantôme de l'Éducation | Sam Basil        | Pangu Pati                                              | Bulolo             |
| Ministre fantôme des forêts Ministre fantôme du logement et du développement urbain Ministre fantôme de la défense et de la police | Belden Namah     | Parti de la Papouasie-Nouvelle-Guinée                   | Vanimo-Green River |
| Ministre fantôme de la justice et Procureur général fantôme Ministre fantôme du Travail et des relations syndicales Ministre fantôme du Service public Ministre fantôme de l'Enseignement supérieur, de la recherche, des sciences et des technologies                                                     | Allan Marat      | Parti libéral mélanésien                                | Rabaul             |
| Ministre fantôme des Finances Ministre fantôme des Pêcheries et des ressources marines Ministre fantôme des Affaires de Bougainville Ministre fantôme de la Santé | Mark Maipakai    | Parti du triomphe, du patrimoine et de l'empouvoirement | Kikori             |
| Ministre fantôme du pétrole, des énergies et des mines Ministre fantôme de la Protection de l'environnement, et du changement climatique | Nixon Mangape    | Parti du triomphe, du patrimoine et de l'empouvoirement | Porgera-Laiagap    |
| Ministre fantôme des Travaux publics et des transports Ministre fantôme du Commerce et des industries Ministre fantôme du Tourisme, de la culture et des arts Ministre fantôme des Sports et des Jeux du Pacifique de 2015                                                                                 | James Gau        | Parti du triomphe, du patrimoine et de l'empouvoirement | Rai Coast          |

### Cabinet fantôme Namah (2012-2014)
En août 2012, à la suite des élections législatives, les dix-sept députés d'opposition choisissent Belden Namah comme chef de l'opposition. Il nomme le Cabinet fantôme suivant. Quatorze des dix-sept membres de l'opposition y sont intégrés ; les trois autres -Akmat Mai, Jim Kas et Sasindran Muthuvel- sont des députés siégeant ex officio en tant que gouverneurs respectivement des provinces de Sandaun, de Madang et de Nouvelle-Bretagne occidentale ; ils se concentrent sur leur fonction de gouverneur.
| Poste | Ministre fantôme | Parti                                 | Circonscription     |
| --- | ---------------- | ------------------------------------- | ------------------- |
| Chef de l'opposition Ministre fantôme de la Défense Ministre fantôme de l'Intérieur et des services pénitentiaires                                                              | Belden Namah     | Parti de la Papouasie-Nouvelle-Guinée | Vanimo-Green River  |
| Vice-chef de l'opposition Ministre fantôme de la Planification nationale et du développement des districts Ministre fantôme de la Santé                                         | Sam Basil        | Parti de la Papouasie-Nouvelle-Guinée | Bulolo              |
| Procureur général fantôme Ministre fantôme du Commerce et du commerce extérieur, des affaires étrangères et de l'immigration                                                    | Allan Marat      | Parti libéral mélanésien              | Rabaul              |
| Ministre fantôme du Trésor public et des finances | Joseph Lelang    | Parti de la coalition pour réformer   | Kandrian-Gloucester |
| Chief whip de l'opposition Ministre fantôme des Entreprises publiques et des services publics                                                                                   | Tobias Kulang    | Parti constitutionnel démocrate       | Kundiawa            |
| Ministre fantôme des Forêts, du changement climatique et de la protection de l'environnement                                                                                    | Francis Marus    | Parti de la Papouasie-Nouvelle-Guinée | Talasea             |
| Ministre fantôme des Terres, de la planification du territoire, du logement et du développement urbain Ministre fantôme des Communications et des technologies de l'information | Lucas Dekena     | Parti de la Papouasie-Nouvelle-Guinée | Gumine              |
| Ministre fantôme du Pétrole et des énergies | Francis Potape   | Parti de la Papouasie-Nouvelle-Guinée | Komo-Magarima       |
| Ministre fantôme de l'Éducation, de la recherche, des sciences et des technologies                                                                                              | Daniel Mona      | Parti de la Papouasie-Nouvelle-Guinée | Goilala             |
| Ministre fantôme des Pêcheries et des ressources marines Ministre des mines | Ross Seymour     | Parti de la Papouasie-Nouvelle-Guinée | Huon Gulf           |
| Ministre fantôme de l'Agriculture | Malakai Tabar    | Parti libéral mélanésien              | Gazelle             |
| Ministre fantôme des Affaires de Bougainville | Lauta Atoi       | Parti de la Papouasie-Nouvelle-Guinée | Bougainville-nord   |
| Ministre fantôme des Travaux publics et des transports Ministre fantôme de la Culture et du tourisme                                                                            | Ludwig Schultz   | Pangu Pati                            | Angoram             |
| Ministre fantôme du Développement des communautés Ministre fantôme des Sports et des Jeux du Pacifique de 2015                                                                  | Jeffrey Kuave    | Parti constitutionnel démocrate       | Lufa                |

Au cours des mois qui suivent, la plupart des membres de l'opposition rejoignent la majorité parlementaire du Premier ministre Peter O'Neill. Fin mai 2013, l'opposition ne compte plus que sept députés : Belden Namah, Sam Basil, Allan Marat, Jim Kas, Tobias Kulang, Ross Seymour et Lauta Atoi. Le départ de Tobias Kulang et de Lauta Atoi réduit ensuite l'opposition à cinq membres, dont le gouverneur de Madang, Jim Kas. Le Cabinet fantôme est alors le suivant, les portefeuilles laissés vacants n'ayant pas été réattribués :
| Poste | Ministre fantôme | Parti                                 | Circonscription    |
| --- | ---------------- | ------------------------------------- | ------------------ |
| Chef de l'opposition Ministre fantôme de la Défense Ministre fantôme de l'Intérieur et des services pénitentiaires                      | Belden Namah     | Parti de la Papouasie-Nouvelle-Guinée | Vanimo-Green River |
| Vice-chef de l'opposition Ministre fantôme de la Planification nationale et du développement des districts Ministre fantôme de la Santé | Sam Basil        | Parti de la Papouasie-Nouvelle-Guinée | Bulolo             |
| Procureur général fantôme Ministre fantôme du Commerce et du commerce extérieur, des affaires étrangères et de l'immigration            | Allan Marat      | Parti libéral mélanésien              | Rabaul             |
| Ministre fantôme des Pêcheries et des ressources marines Ministre des mines                                                             | Ross Seymour     | Parti de la Papouasie-Nouvelle-Guinée | Huon Gulf          |

En août 2014, Jim Kas et Ross Seymour quittent à leur tour l'opposition et rejoignent la majorité parlementaire. L'opposition est réduite à trois députés.

### Opposition Kidu (pas de Cabinet fantôme, 2012)
À partir du 2 août 2011, l'opposition refuse de siéger au Parlement, contestant la validité des procédures par lesquelles le gouvernement de Sir Michael Somare a été destitué par les députés. Il n'y a donc pas d'opposition parlementaire entre août 2011 et janvier 2012, lorsque Dame Carol Kidu, seule, décide de siéger pour l'opposition. Le 15 février, elle est reconnue par le président du Parlement comme cheffe de l'opposition officielle, dont elle est la seule membre. Quelques jours plus tard, Sam Abal accepte de siéger également et la rejoint, devenant vice-chef de l'opposition. L'opposition parlementaire ne comptant que deux membres jusqu'aux élections législatives de juin-juillet, n'y a pas de Cabinet fantôme entre août 2011 et août 2012.
| Poste                     | Député          | Parti                            | Circonscription  |
| ------------------------- | --------------- | -------------------------------- | ---------------- |
| Chef de l'opposition      | Dame Carol Kidu | Parti de l'alliance mélanésienne | Port-Moresby-sud |
| Vice-chef de l'opposition | Sam Abal        | Parti de l'alliance nationale    | Wabag            |